# Silnice I/12
Die Silnice I/12 (tschechisch für: „Straße I. Klasse 12“) ist eine tschechische Staatsstraße (Straße I. Klasse), die vom äußeren Prager Autobahnring (Dálnice 0) ausgehend in östlicher Richtung nach Kolín führt. 

## Verlauf
Die Straße zweigt an der Anschlussstelle (exit) 62 von der Autobahn Dálnice 0 bei dem Prager Stadtteil Běchovice (Biechowitz) ab. Sie führt über Úvaly (Auwal) und südlich an Český Brod (Böhmisch Brod) vorbei. Westlich der Stadt Kolín endet sie bei ihrem Zusammentreffen mit der Silnice I/38.
Die Länge der Straße beträgt rund 42 Kilometer.

## Geschichte
Von 1940 bis 1945 bildete die Straße die Reichsstraße 365. Die Straße folgt weitgehend der Trasse der alten Haberner Steigs, der Teil eines mittelalterlichen Fernhandelswegs zwischen Prag und Wien ist.